# Ignacy Wądołkowski
Ignacy Benedykt Wądołkowski vel Jan Wroczyński, ps. Beniek, I.B.W., Mścisław (ur. 21 marca 1897 w Warszawie, zm. 5 stycznia 1969 we Wrocławiu) – polski działacz niepodległościowy i społeczny, harcmistrz, współtwórca harcerstwa w Warszawie, podpułkownik dyplomowany piechoty Wojska Polskiego, kawaler Orderu Virtuti Militari.

## Życiorys
Ignacy Wądołkowski ukończył polskie Gimnazjum Mariana Rychłowskiego w Warszawie w 1914 roku, a następnie Wydział Ogrodniczy Towarzystwa Kursów Naukowych (późniejsza Wyższa Szkoła Ogrodnicza w Warszawie). W roku 1928 ukończył Wyższą Szkołę Wojenną.
Już w czasie nauki w gimnazjum, od jesieni 1911 roku uczestniczył w tajnym skautingu zorganizowanym przez Organizację Młodzieży Niepodległościowej „Zarzewie”. W Gimnazjum Mariana Rychłowskiego należał do konspiracyjnej drużyny skautowej im. Romualda Traugutta (od 1929 roku 1 Warszawska Drużyna Harcerska im. Romualda Traugutta „Czarna Jedynka”), a następnie był członkiem Drużyny Zawiszy Czarnego (późniejsza 16 Warszawska Drużyna Harcerzy), gdzie drużynowym był jego brat Jerzy. W 1913 roku wziął udział w obozie drużyny w Kołbach na Polesiu. Był to pierwszy polski obóz skautowy na ziemiach zaboru rosyjskiego. Ignacy został w 1914 roku mianowany drużynowym Drużyny Skautowej im. gen. Prądzyńskiego (późniejsza 21 WDH). Po zjednoczeniu warszawskiego harcerstwa w 1916 roku został komendantem Hufca VI, nadal prowadząc własną drużynę. W tym czasie należał do Związku Młodzieży Polskiej „Zet”. W czasie studiów był wiceprezesem Bratniej Pomocy na uczelni.
W 1914 roku wstąpił do Wolnej Szkoły Wojskowej, gdzie odbył szkolenie podoficerskie i oficerskie. W 1915 roku wraz z innymi starszymi skautami wstąpił do Batalionu Warszawskiego POW. Po dołączeniu Batalionu do I Brygady Legionów Polskich został odkomenderowany do pracy w tajnej POW, gdzie pracował przez kilka kolejnych lat, pełniąc m.in. funkcję komendanta II obwodu w Mińsku Mazowieckim w 1916 roku, a później komendanta I Okręgu (stołecznego) POW. Od 1916 roku był dowódcą kompanii w Szkole Oficerskiej POW, a następnie dowódcą Szkoły Podchorążych POW. Został aresztowany 1 lipca 1917 roku przez Niemców i był więziony w Cytadeli Warszawskiej, Szczypiornie, Havelbergu i Modlinie, skąd uciekł 2 lutego 1918 roku. Pracował nadal w konspiracji POW pod przybranym nazwiskiem Jana Wroczyńskiego.
W październiku 1918 roku został zmobilizowany do batalionu garnizonowego POW, wcielonego następnie do 21 pułku piechoty „Dzieci Warszawy”, w którym był dowódcą kompanii. W 1919 roku walczył w grupie operacyjnej gen. Leona Berbeckiego, m.in. w bitwach pod Żółkwią i Rawą Ruską. W wojnie polsko-bolszewickiej już jako oficer zawodowy pełnił służbę w 101 Rezerwowym pułku piechoty, jako dowódca kompanii, a potem adiutant pułku. 26 czerwca 1920 roku odznaczył się w bitwie pod Haliczem, w czasie której powstrzymał atak wroga i poprowadził kompanię do kontrataku. 17 maja 1922 został odznaczony orderem wojskowym „Virtuti Militari" V klasy.
Po skończeniu wojny z bolszewikami pracował m.in. w Departamencie Piechoty Ministerstwa Spraw Wojskowych i Sztabie Generalnym. W latach 1924–1926 odbył staż jako dowódca kompanii w 21 pułku piechoty w Warszawie, dowódca kompanii w 84 pułku Strzelców Poleskich w Pińsku. 1 października 1925 roku został przeniesiony z 84 pp do Batalionu Manewrowego w Rembertowie na stanowisko oficera ewidencji personalnej. Z dniem 2 listopada 1926 roku został przydzielony do Wyższej Szkoły Wojennej w Warszawie, w charakterze słuchacza Kursu 1926–1928. Z dniem 31 października 1928 roku, po ukończeniu kursu i otrzymaniu dyplomu naukowego oficera Sztabu Generalnego, został przydzielony do Państwowego Urzędu Wychowania Fizycznego i Przysposobienia Wojskowego w Warszawie. 23 października 1931 roku został przeniesiony do 4 pułku strzelców podhalańskich w Cieszynie na stanowisko dowódcy batalionu. W latach 1933–1936 wykładał w Centrum Wyszkolenia Piechoty w Rembertowie. W latach 1936–1939 pracował jako kierownik Katedry Taktyki Piechoty w Wyższej Szkole Wojennej w Warszawie.
W czasie dwudziestolecia międzywojennego działał w wielu organizacjach społecznych, m.in. był członkiem zarządu głównego Związku Peowiaków, członkiem Komitetu Krzyża i Medalu Niepodległości.
Był wybitnym działaczem ZHP. Rozkazem z 15 lutego 1922 roku (ze starszeństwem od 1 marca 1915 roku) został mianowany podharcmistrzem. W latach 1921–1923 pełnił funkcję Komendanta Chorągwi Warszawskiej i (w latach 1923–1925) wiceprzewodniczącego Zarządu Okręgu Warszawskiego ZHP. W wyniku konfliktu z Główną Kwaterą Męską 1 lipca 1925 roku odebrano mu stopień instruktorski, który przywrócono mu w czerwcu 1935 roku (w wyniku zmian systemu stopni instruktorskich był to stopień harcmistrza). W październiku 1934 roku został mianowany Komendantem Jubileuszowego Zlotu w Spale, który odbył się w lipcu 1935 roku.
W kampanii wrześniowej 1939 roku był szefem Oddziału III Sztabu Armii „Modlin”. Dostał się do niemieckiej niewoli. Okupację spędził w Oflagu VII A Murnau, w którym był kierownikiem biblioteki obozowej. Od lipca 1945 roku służył w 2 Warszawskiej Dywizji Pancernej, a następnie w sekcji oficerów łącznikowych. Od 1 lipca 1947 roku w Polskim Korpusie Przysposobienia i Rozmieszczenia w Wielkiej Brytanii.
Wrócił do Polski 7 listopada 1947 roku. Zamieszkał we Wrocławiu, pracował jako: dyrektor oddziału Państwowych Zakładów Wydawnictw Szkolnych (skąd został zwolniony w 1951 roku), następnie pracował w Centrali Przemysłu Ludowego i Artystycznego „Cepelia”, po kilku krótkich okresach pracy w kolejnych instytucjach w 1957 roku został zastępcą dyrektora administracyjnego, a następnie dyrektorem administracyjnym Uniwersytetu Wrocławskiego. Od 1962 do 1968 roku był dyrektorem Introligatorni i Powielarni tej uczelni.
Napisał broszurkę w serii „Biblioteki Harcerskiej”: Musztra jednostki i zastępu. Podręcznik dla harcerzy (I wydanie – 1917, Warszawa, II wydanie – 1918, Warszawa). W książce Letniska młodzieży szkolnej pod red. Kazimierza Lutosławskiego był autorem rozdziału XII: Kuchnia i dieta (1915).
Został pochowany 8 stycznia 1969 roku na Cmentarzu Osobowickim we Wrocławiu (pole 13-2 od pola 23A-297).

## Życie prywatne
Ignacy Wądołkowski był synem Antoniego i Stanisławy z Kręckich. Był najmłodszym z ich synów (Karol (1893–1920), kawaler orderu Virtuti Militari, zginął w wojnie z bolszewikami, a Jerzy urodził się w 1895 roku). Mieli trzy siostry: Reginę (1900–1996), późniejszą żonę Henryka Dyducha, Anielę i Annę (właśc. Marię).
Ignacy ożenił się w 1924 roku z Janiną Marią Staniszewską, córką Stanisława Staniszewskiego. W okresie międzywojennym mieszkali przy ul. Pięknej 3, a następnie przy ul. Złotej 59 w Warszawie. Mieli dwoje dzieci: syna Wacława Antoniego (1925–1944), ucznia Gimnazjum im. Tadeusza Reytana, żołnierza batalionu „Zośka”, oraz córkę Annę Barbarę (ur. 1926 roku), późniejszą Ziomecką, doktora historii sztuki, kuratora Muzeum Narodowego we Wrocławiu.

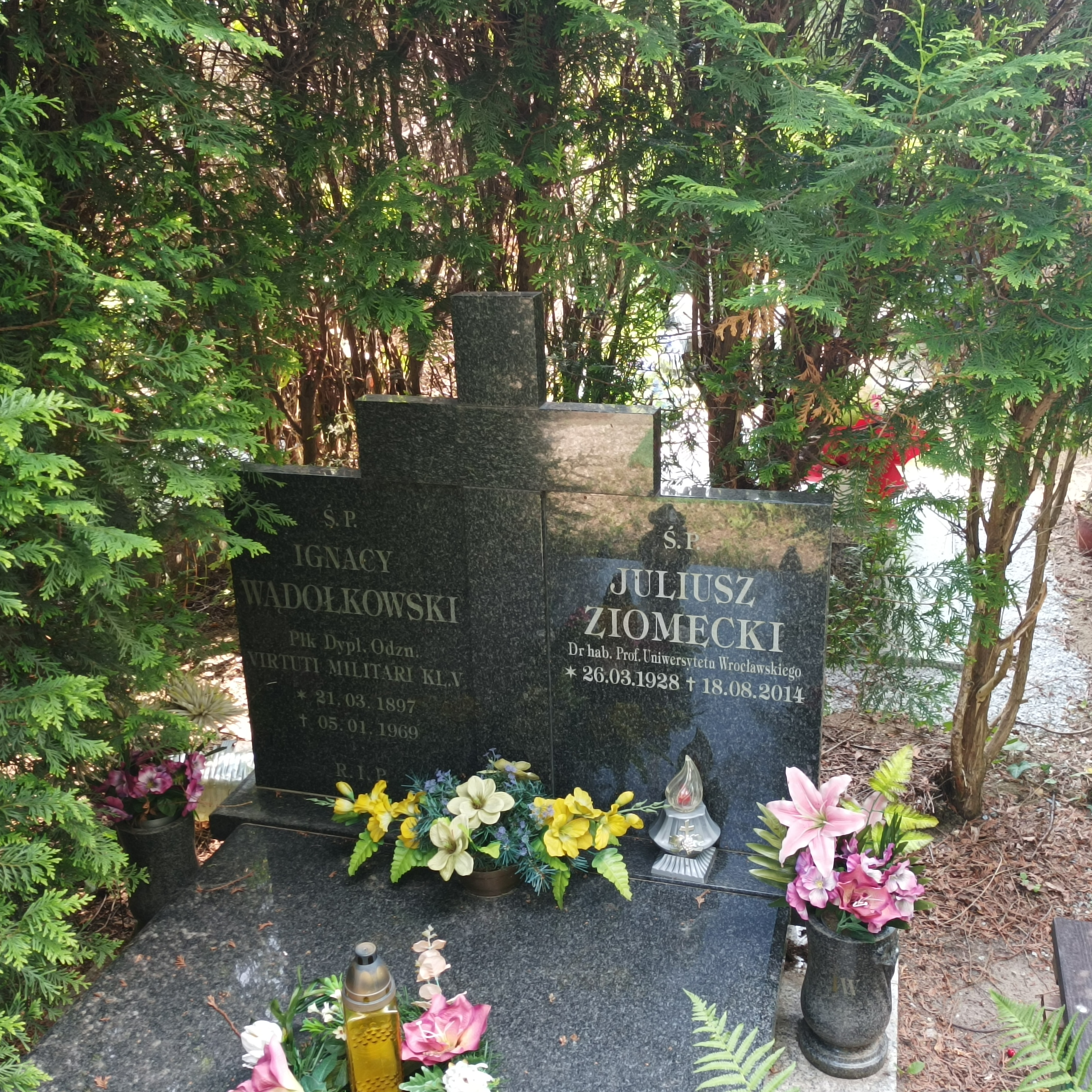
Grób Ignacego Wądołkowskiego i Juliusza Ziomeckiego na Cmentarzu Osobowickim

## Awanse
- podporucznik – 1918
- porucznik – 1919
- kapitan – czerwiec 1919
- major dyplomowany – 1928
- podpułkownik dyplomowany – 1 stycznia 1935[15]

## Ordery i odznaczenia
- Krzyż Srebrny Orderu Wojskowego Virtuti Militari nr 7578 (17 maja 1922)[21][22]
- Krzyż Niepodległości (20 stycznia 1931)[23]
- Krzyż Oficerski Orderu Odrodzenia Polski (27 listopada 1929)[24]
- Krzyż Walecznych (sześciokrotnie[5], w tym drugi i trzeci raz za zasługi w okresie działalności w POW[25])
- Złoty Krzyż Zasługi[5][15]
- Medal Pamiątkowy za Wojnę 1918–1921
- Medal Dziesięciolecia Odzyskanej Niepodległości
- Srebrny Medal za Długoletnią Służbę[15]
- Brązowy Medal za Długoletnią Służbę[15]
- Krzyż Oficerski Orderu Orła Białego (Jugosławia)[1]